# Landsat Island
Landsat Island je malý neobydlený ostrov, vzdálený 20 km od severovýchodního pobřeží Labradoru (Kanada). Byl objeven až v roce 1976  při analýze obrazového materiálu z družice Landsat 1 a má rozlohu pouhých 25 × 45 metrů, tj. 1125 m².

## Objev
V roce 1976 byla na základě satelitních dat zahájena kanadská expedice, která měla prokázat existenci několika dříve nezmapovaných geografických prvků, včetně ostrova Landsat. Ostrov byl poté pojmenován po svém „objeviteli“, satelitu Landsat. Frank Hall z kanadského hydrografického institutu vstoupil na ostrov spouštěním z vrtulníku. Ukázalo se, že ostrov je zcela pokryt ledem. Hall se dostal do bezprostřední blízkosti ledního medvěda, který se právě na ostrově nacházel, a proto padl návrh nazvat ostrov Polar Island (z angl. polar bear = lední medvěd) .

## Význam
Landsat Island je nejvýchodnější bod kanadské pevniny na pobřeží Labradoru. S jeho objevem se zvětšily kanadské výsostné vody o 68 km².